# Estación meteorológica Kurt

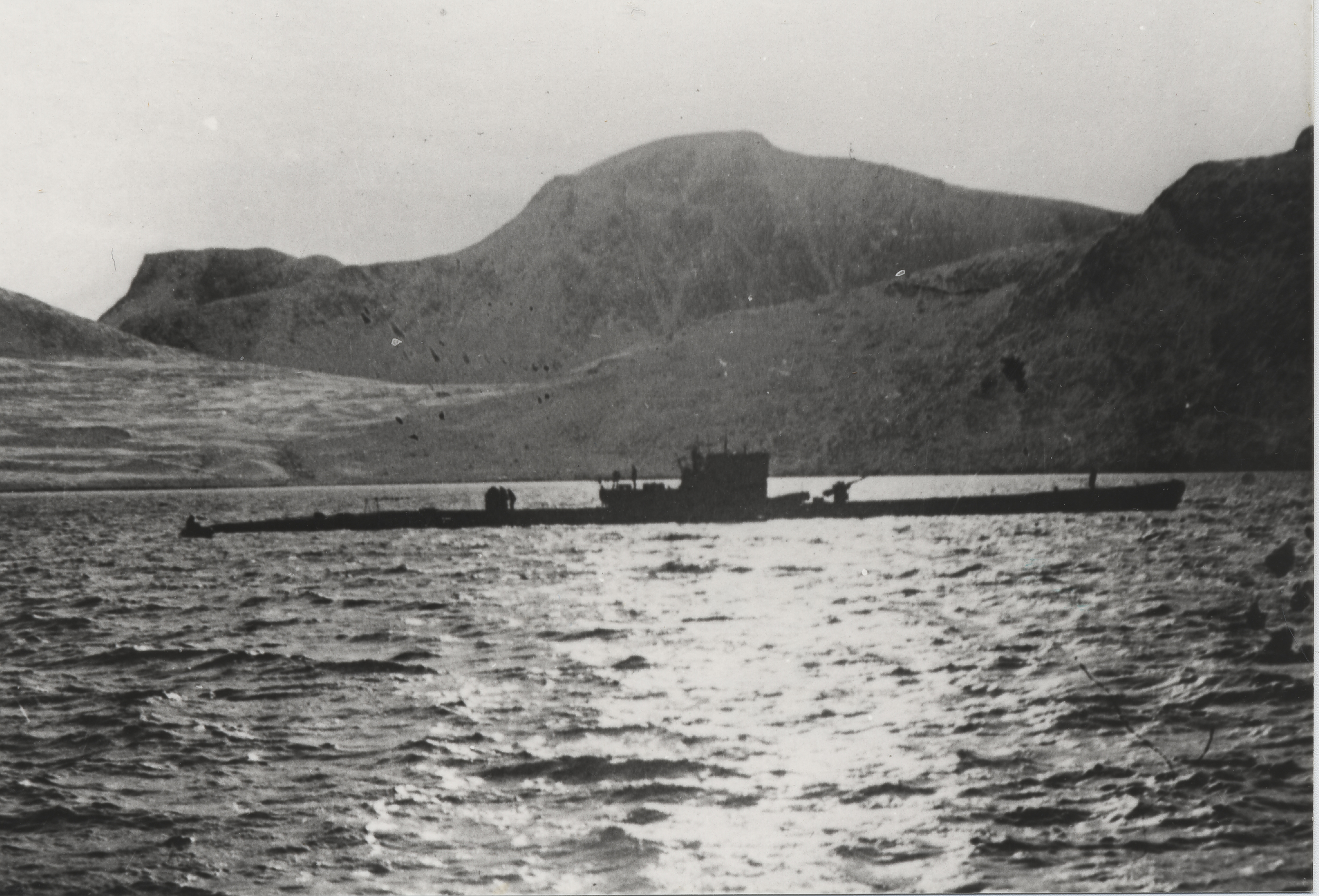
Submarino tipo IXC/40 al ancla en Martin Bay, Labrador

La estación meteorológica Kurt (Wetter-Funkgerät Land-26) fue una estación meteorológica automática, erigida por una tripulación de Submarino en el norte de Labrador, Dominio de Terranova en octubre de 1943. La instalación del equipo para la estación fue la única operación militar alemana armada conocida en tierra de América del Norte durante la Segunda Guerra Mundial . Después de la guerra fue olvidada hasta su redescubrimiento en 1977.

## Antecedentes
En el hemisferio norte del planeta, los sistemas de meteorología en climas templados se movían predominantemente del oeste a este. Esto dio a los Aliados una ventaja importante. La red Aliada de estaciones de tiempo en América del Norte, Groenlandia, e Islandia permitió a los Aliados llevar registros del clima más cuidadosos y con más previsión que los alemanes. Los meteorólogos alemanes obtuvieron informes del clima que enviaron por U-boats y barcos de meteorología, como Lauenburg, operando en el norte del Atlántico. También obtuvieron informes de estaciones de meteorología clandestinas en partes remotas del Ártico y lecturas recolectadas del Atlántico por medio de aeronaves especialmente equipadas con equipos de lectura del clima. Aun así, los barcos y  las estaciones  clandestinas eran fácilmente capturadas por los Aliados durante la parte temprana de la guerra. Los datos que las aeronaves recolectaban estaban incompletos además que las aeronaves estaban limitadas en rango de alcance y eran al mismo tiempo susceptibles a un ataque Aliado. El informe de forma regular por parte de los submarinos alemanes ponía en riesgo el silencio radiofónico, permitiendo a los Aliados localizarlos y seguir sus movimientos por medio de triangulación radiofónica.

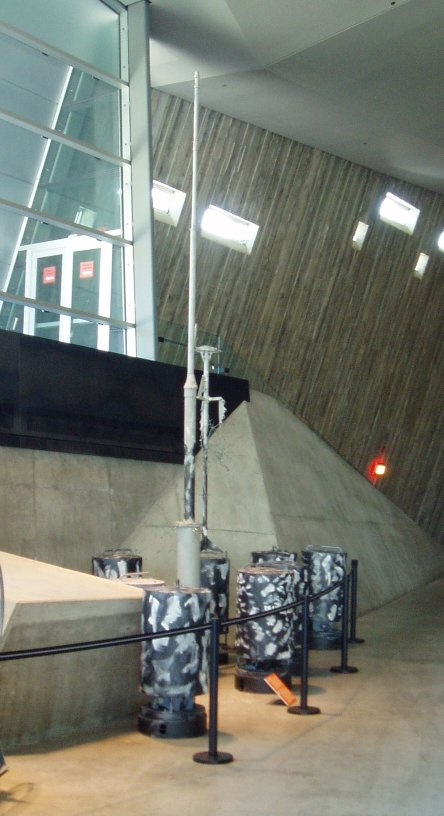
Estación meteorológica Kurt en exhibición en el Museo de Guerra canadiense (2007)

## Desarrollo y despliegue
Para recopilar más información meteorológica, los alemanes desarrollaron la estación meteorológica automática Wetter-Funkgerät Land (WFL). Fue diseñado por el Dr. Ernst Ploetze y Edwin Stoebe. Veintiséis de estas estaciones fueron fabricadas por Siemens. El WFL tenía una serie de instrumentos de medición, un sistema de telemetría y un transmisor de tipo Lorenz 150 FK de 150 vatios. Consistía en diez botes cilíndricos, cada uno de 1 metro (3,3 pies) por 47 cm de diámetro ( 1,5 metros (4,9 pies) de circunferencia) y pesaba alrededor de 100 kilogramos (220 lb). Un recipiente contenía los instrumentos y estaba conectado a un mástil de antena de 10 metros (33 pies). Un segundo mástil más corto llevaba un anemómetro y una veleta. Los otros botes contenían las baterías de níquel-cadmio que alimentaban el sistema. El WFL enviaría lecturas meteorológicas cada tres horas durante una transmisión de dos minutos en 3940 kHz. El sistema podría funcionar hasta por seis meses, dependiendo de la cantidad de cartuchos de batería.
Se desplegaron catorce estaciones en las regiones árticas y subárticas (Groenlandia, la Isla del Oso, Spitsbergen y la Tierra de Francisco José) y cinco se colocaron alrededor del mar de Barents. Dos estaban destinados a América del Norte. Una estación fue desplegada en 1943 por el submarino alemán U-537, pero el submarino que transportaba a la otra, el U-867, fue hundido con cargas de profundidad en septiembre de 1944 al noroeste de Bergen, Noruega, por un ataque aéreo británico.
El 18 de septiembre de 1943, el submarino alemán U-537, comandado por el Kapitänleutnant Peter Schrewe, partió de Kiel, Alemania en su primera patrulla de combate. Llevaba a bordo una estación meteorológica automática WFL-26, con nombre en código "Kurt", un meteorólogo, el Dr. Kurt Sommermeyer, y su asistente, Walter Hildebrant. En el camino, el submarino quedó atrapado en una tormenta y un gran rompeolas produjo daños importantes, incluidas fugas en el casco y la pérdida del cuádruple cañón antiaéreo del submarino, dejándolo incapaz de sumergirse e indefenso contra los aviones aliados.
El 22 de octubre de 1943, el U-537 llegó a Martin Bay en el norte de Labrador, a la posición 60°5′0.2″N 64°22′50.8″O / 60.083389, -64.380778. El lugar esta cerca del cabo Chidley en el extremo noreste de la península del Labrador. Schrewe seleccionó un sitio tan al norte porque creía que esto minimizaría el riesgo de que los inuit descubrieran la estación. Una hora después de echar el ancla, un grupo de exploración había localizado un sitio adecuado y poco después el Dr. Sommermeyer, su asistente y diez marineros desembarcaron para instalar la estación. Se colocaron vigías armados en terrenos elevados cercanos, y otros miembros de la tripulación se dispusieron a reparar los daños causados al submarino por la tormenta.
Para motivos de ocultamiento, la estación fue camuflada. Se dejaron paquetes de cigarrillos estadounidenses vacíos alrededor del sitio para engañar a cualquier personal aliado que lo encontrara. Un recipiente de la estación meteorológica estaba marcado con la leyenda "Canadian Meteor Service", para simular el "Canadian Weather Service ", como un intento alemán de evitar sospechas si se descubría, aunque no existía tal agencia en Canadá. Además, el área era parte del Dominio de Terranova y no era parte de Canadá hasta 1949. La tripulación trabajó toda la noche para instalar la estación Kurt y reparar su submarino. Terminaron apenas 28 horas después de echar el ancla y, tras confirmar que la estación estaba funcionando, el U-537 partió. La estación meteorológica funcionó solo durante un mes antes de que fallara permanentemente en circunstancias misteriosas, posiblemente porque sus transmisiones de radio estaban bloqueadas. El submarino emprendió una patrulla de combate en el área de los Grandes Bancos de Terranova, en la cual sobrevivió a tres ataques de aviones canadienses, pero no hundió ningún barco. El submarino llegó al puerto de Lorient, Francia, el 8 de diciembre de 1943, después de setenta días en el mar. Este mismo navío fue hundido con todo su personal a bordo once meses después, el 11 de noviembre de 1944, por el submarino USS Flounder cerca de las Indias Orientales Neerlandesas.

## Redescubrimiento
La estación permanecía en el olvido hasta 1977 cuando Peter Johnson, un geomorfólogo que trabajaba en un proyecto no relacionado, se topó con la estación meteorológica alemana. Sospechaba que era una instalación militar canadiense y la llamó "Martin Bay 7".
Casi al mismo tiempo, el ingeniero retirado de Siemens, Franz Selinger, que estaba escribiendo la historia de la empresa, revisó los documentos de Sommermeyer y se enteró de la existencia de la estación. Se puso en contacto con el historiador del Departamento de Defensa Nacional de Canadá, W.A.B Douglas, quien fue al sitio con un equipo en 1981 y encontró que la estación todavía estaba allí, aunque los recipientes se habían abierto y los componentes estaban esparcidos por el sitio. La estación meteorológica Kurt fue llevada a Ottawa y ahora se exhibe en el Museo Canadiense de la Guerra en Ottawa .